# Чемпионат мира по академической гребле 1981
11-й чемпионат мира по академической гребле прошёл с 30 августа по 6 сентября 1981 года на Олимпийском гребном канале в Мюнхене (ФРГ).
Это был первый чемпионат мира (из двух) за всю историю их проведения, когда сборная СССР заняла первое место по числу завоёванных золотых медалей. Главный тренер сборной команды CCCP — Анатолий Беленков.

## Медалисты

### Мужчины
| Дисциплина                          | Золото | Золото  | Серебро | Серебро | Бронза | Бронза  |
| ----------------------------------- | --- | ------- | --- | ------- | --- | ------- |
| Одиночки M1x                        | Петер-Михаэль Кольбе ФРГ | 7:45,32 | Рюдигер Райхе ГДР | 7:48,90 | Джон Биглоу США | 7:51,55 |
| Двойки парные M2x                   | ГДР · Клаус Крёппелин · Йоахим Драйфке | 6:41,99 | Финляндия · Рейма Карппинен · Перти Карппинен | 6:44,06 | Норвегия · Рольф Торсен · Альф Хансен | 6:44,61 |
| Двойки распашные без рулевых M2-    | СССР · Юрий Пименов · Николай Пименов | 7:15,06 | Нидерланды · Виллем Атсма · Тед Босман | 7:20,04 | Италия · Антонио Бальдаччи · Эцио Пакович | 7:23,28 |
| Двойки распашные с рулевыми M2+     | Италия · Кармине Аббаньяле · Джузеппе Аббаньяле · Джузеппе Ди Капуа (рул) | 7:43,73 | ГДР · Карстен Шмелинг · Юрген Зайфарт · Хендрик Райхер (рул) | 7:46,22 | Великобритания · Томас Хадсон · Ричард Баджетт · Эдриан Эллисон (рул) | 7:47,03 |
| Четвёрки парные M4x                 | ГДР · Петер Керстен · Карл-Хайнц Бусерт · Уве Хеппнер · Мартин Винтер | 6:11,37 | СССР · Игорь Ярков · Сергей Шевченко · Владимир Колдышкин · Александр Здравомыслов                                                                                        | 6:14,58 | Франция · Дени Гате · Жан-Раймон Пельтье · Шарль Эмбер · Марк Буду | 6:17,45 |
| Четвёрки распашные без рулевых M4-  | СССР · Алексей Камкин · Валерий Долинин · Александр Кулагин · Виталий Елисеев | 6:35,85 | Швейцария Бруно Зайле Юрг Вайтнауэр Ханс-Конрад Трюмплер Штефан Нецле | 6:41,47 | ГДР · Клаус Бюттнер · Ханс-Петер Коппе · Йенс Добершюц · Уве Гаш | 6:43,07 |
| Четвёрки распашные с рулевыми M4+   | ГДР · Дитмар Шиллер · Йёрг Фридрих · Бернд Низекке · Харальд Ерлинг · Клаус-Дитер Людвиг (рул)                                                                                        | 6:36,88 | США · Эндрю Саддат · Томас Вудман · Джон Эверетт · Фредерик Борчелт · Роберт Джогстеттер (рул)                                                                            | 6:39,68 | СССР · Виктор Омельянович · Димантс Кришьянис · Дзинтарс Кришьянис · Жоржс Тикмерс · Юрис Берзиньш (рул)                                                                   | 6:40,52 |
| Восьмёрки распашные с рулевыми M8+  | СССР · Зигмантас Гудаускас · Николай Соломахин · Владимир Крылов · Виктор Дидук · Стасис Нарушайтис · Йонас Нармонтас · Йонас Пинскус · Игорь Майстренко · Владимир Нижегородов (рул) | 6:02,30 | Великобритания · Марк Эндрюс · Джон Блэнд · Колин Сеймур · Кристофер Махони · Эндрю Джастис · Джон Притчард · Малькольм Макгоуэн · Ричард Стэнхоуп · Колин Мойнихэн (рул) | 6:04,31 | США · Дэниел Лайонс · Джон Зевенберген · Томас Кифер · Джеймс Макдугал · Джон Финни · Дэвид Кларк · Чарльз Клапп · Мэттью Лэбин · Сет Бауэр (рул)                          | 6:06,13 |
| Лёгкий вес                          | |         | |         | |         |
| Одиночки LM1x                       | Скотт Руп США | 7:22,90 | Раймунд Хаберль Австрия | 7:25,30 | Брайан Торн Канада | 7:27,16 |
| Двойки парные LM2x                  | Италия · Франческо Эспозито · Руджеро Веррока | 6:42,17 | США · Пол Фукс · Уильям Бельден | 6:44,22 | Дания · Лейф Крусе · Бьярне Эльтанг | 6:48,95 |
| Четвёрки распашные без рулевых LM4- | Австралия · Грэм Гардинер · Чарльз Бартлетт · Клайд Хефер · Саймон Джиллетт | 6:22,32 | Нидерланды · Петер ван Беркель · Рихард Хельслот · Виллем Аппельдорн · Пауль Паульсен                                                                                     | 6:24,04 | Канада · Тимоти Тернер · Эдвард Гибсон · Джеймс Релл · Патрик Тернер | 6:26,60 |
| Восьмёрки распашные с рулевыми LM8+ | Дания · Торбен Кнудсен · Ян Йенсен · Ивар Мёльгор · Арне Хёйлунн · Сёрен Ханссон · Сёрен Эриксен · Микаэль Эсперсен · Бент Франссон · Петер Клуг (рул)                                | 5:53,28 | Италия · Франко Пантано · Мауро Торта · Романо Уберти · Лауро Цеттин · Ренцо Борсини · Ланфранко Борсини · Клаудио Кастильони · Леонардо Салани · Давиде Ланца (рул)      | 5:55,06 | Испания · Фернандо Климент · Луис Артеага · Хуан Карлос Саэс · Хосе Экспосито · Франсиско Гойкоэчеа · Гильермо Гаскон · Альберто Молина · Хосе Марти · Фернандо Мачо (рул) | 5:53,10 |

### Женщины
| Дисциплина                         | Золото | Золото  | Серебро | Серебро | Бронза | Бронза  |
| ---------------------------------- | --- | ------- | --- | ------- | --- | ------- |
| Одиночки W1x                       | Санда Тома Румыния | 3:54,46 | Берил Митчелл Великобритания | 3:55,58 | Ирина Фетисова СССР | 3:56,99 |
| Двойки парные W2x                  | СССР · Маргарита Кокаревича · Антонина Махина | 3:27,06 | ГДР · Керстин Кирст · Ютта Хампе | 3:30,11 | Болгария · Искра Велинова · Анка Бакова | 3:30,21 |
| Двойки распашные без рулевых W2-   | ГДР · Ирис Рудольф · Зигрид Андерс | 3:45,50 | Канада · Элизабет Крейг · Патриша Смит | 3:45,77 | Румыния · Родика Пушкату · Елена Хорват | 3:50,45 |
| Четвёрки парные с рулевыми W4x+    | СССР · Татьяна Данилова · Ольга Каспина · Елена Хлопцева · Лариса Попова · Мария Земскова (рул)                                                                 | 3:19,83 | ГДР · Хайди Вестфаль · Бирка Брандт · Корнелия Линзе · Ютта Плох · Йенни Гербер (рул)                                                                           | 3:21,65 | Румыния · Анета Михай · Валерия Рэчилэ · София Банович · Ольга Буларда · Екатерина Оанча (рул)                                                                   | 3:22,89 |
| Четвёрки распашные с рулевыми W4+  | СССР · Ольга Пивоварова · Марина Студнева · Светлана Семёнова · Раиса Долигойда · Нина Черемисина (рул)                                                         | 3:18,75 | ГДР · Виола Кестлер · Сильвия Фрёлих · Марита Зандиг · Роми Зальфельд · Кирстен Венцель (рул)                                                                   | 3:23,95 | США · Сьюзан Таттл · Хоуп Барнс · Ширил О’Стин · Харриет Меткалф · Нанетт Бернаду (рул)                                                                          | 3:27,35 |
| Восьмёрки распашные с рулевыми W8+ | СССР · Регина Балтутите · Ирина Тетерина · Елена Терёшина · Наталья Яценко · Елена Макушкина · Татьяна Швецова · Нина Уманец · Мария Пазюн · Нина Фролова (рул) | 3:07,58 | США · Кэрол Бауэр · Кэрол Браун · Джинн Флэнаган · Патрисия Спратлин · Кристин Норелиус · Кэри Грейвз · Элизабет Хиллс · Элизабет Майлз · Валери Макклейн (рул) | 3:10,32 | Румыния · Родика Фрынту · Флорика Букур · Луминица Фурчилэ · Маричика Цэран · Кристина Онофрей · Мария Нагиу · Мариана Захария · Елена Бондар · Елена Раду (рул) | 3:14,05 |

## Командный зачёт
| Место | Страна         | Золото | Серебро | Бронза | Всего |
| ----- | -------------- | ------ | ------- | ------ | ----- |
| 1     | СССР           | 7      | 1       | 2      | 10    |
| 2     | ГДР            | 4      | 5       | 1      | 10    |
| 3     | Италия         | 2      | 1       | 1      | 4     |
| 4     | США            | 1      | 3       | 3      | 7     |
| 5     | Румыния        | 1      | 0       | 3      | 4     |
| 6     | Дания          | 1      | 0       | 1      | 2     |
| 7     | Австралия      | 1      | 0       | 0      | 1     |
| 7     | ФРГ            | 1      | 0       | 0      | 1     |
| 9     | Великобритания | 0      | 2       | 1      | 3     |
| 10    | Нидерланды     | 0      | 2       | 0      | 2     |
| 11    | Канада         | 0      | 1       | 2      | 3     |
| 12    | Австрия        | 0      | 1       | 0      | 1     |
| 12    | Финляндия      | 0      | 1       | 0      | 1     |
| 12    | Швейцария      | 0      | 1       | 0      | 1     |
| 15    | Болгария       | 0      | 0       | 1      | 1     |
| 15    | Испания        | 0      | 0       | 1      | 1     |
| 15    | Норвегия       | 0      | 0       | 1      | 1     |
| 15    | Франция        | 0      | 0       | 1      | 1     |
| Всего | Всего          | 18     | 18      | 18     | 54    |

 Страна — хозяйка соревнований